# Jan Leitner
Jan Leitner (Checoslovaquia, 14 de septiembre de 1953) es un atleta checoslovaco retirado especializado en la prueba de salto de longitud, en la que ha conseguido ser medallista de bronce europeo en 1982.

## Carrera deportiva
En el Campeonato Europeo de Atletismo de 1982 ganó la medalla de bronce en el salto de longitud, con un salto de 8.08 metros, siendo superado por el alemán Lutz Dombrowski (oro con 8.41 m) y el español Antonio Corgos (plata con 8.19 m).